# CLUB CAMELOT
CLUB CAMELOT（クラブ・キャメロット）は、東京都渋谷区神南にあるナイトクラブである。運営会社は株式会社CAMELOT。2005年7月15日オープン。

## 概要
当初はクラブ、レストラン、ラウンジなどで構成される「CLUB camelot court（クラブ キャメロットコート）」という店名でオープンする。
「大人の社交場」をコンセプトに地下3階のクラブのほかに、地下2階にレストランやラウンジなどを備える「carino（カリーノ）」を用意する二層構造。アーサー王伝説の舞台となる理想郷が店名の由来。2007年、オープンから2周年記念のタイミングで「CLUB CAMELOT」に店名を変更。2016年8月に全館フルリニューアルを行い、地下3階と地下２階の二層構造で合計3つのダンスフロアを保有する大型ナイトクラブとなる。2018年5月、地下1階を追加で拡張し、三層構造4つのダンスフロアへとさらに拡大する。

## 略史
- 2005年
  - 7月15日、「CLUB camelot court（クラブ キャメロットコート）」としてオープン。
- 2007年
  - 10月、「CLUB CAMELOT」に名称変更。
- 2016年
  - 2月、改装工事の為、部分的に営業を停止。
  - 8月、全館フルリニューアルオープン。
- 2017年
  - 4月、DJ MAG JAPAN ランキング6位獲得。
- 2018年
  - 4月、DJ MAG JAPAN ランキング2位獲得。
  - 5月、地下1階を追加で拡張し、三層構造へと拡大する。
- 2019年
  - 4月、DJ MAG JAPAN ランキング1位獲得。